# دستگاه آسیاب

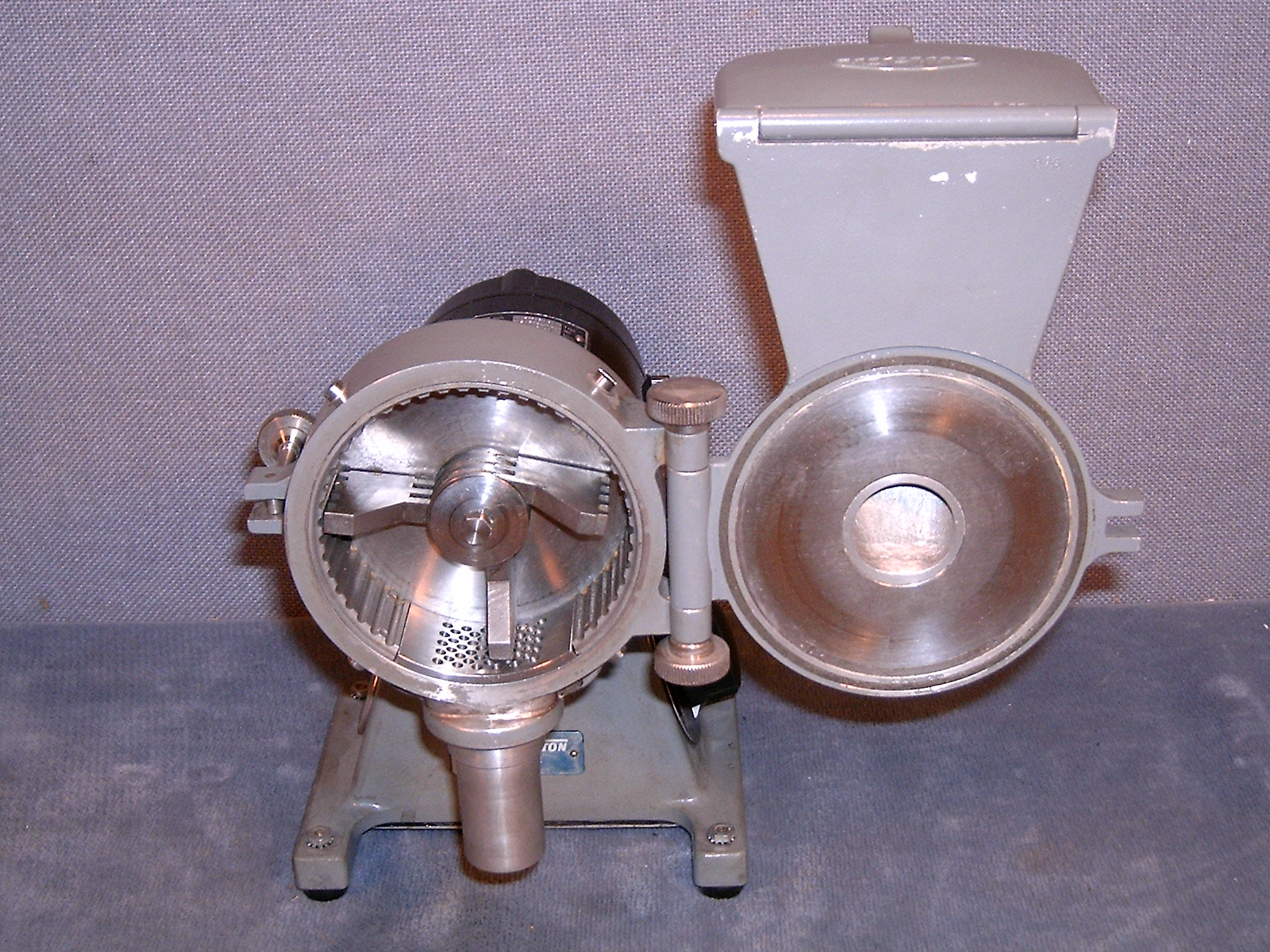
نمونه‌ای از یک آسیاب چکشی در ابعاد آزمایش گاهی

آسیاب، آس یا خردکن، دستگاهی برای خرد کردن مواد جامد به قطعات کوچک‌تر است.خردکن‌ها مهم‌ترین قسمت آسیاب هستند و عمل چرخش تیغه برای خرد کردن یا آرد کردن را انجام می‌دهند. خردکن‌ها بر اساس نیروی محرکه، فراورده تولیدی یا سازوکار به گروه‌های گوناگون تقسیم می‌گردند.
این دستگاه‌ها به طور گسترده در صنایع مختلف مانند صنایع غذایی، دارویی، شیمیایی، کشاورزی، و معدنی استفاده می‌شوند.

## انواع دستگاه آسیاب

### آسیاب چکشی
این نوع آسیاب از چکش‌های چرخان برای خرد کردن مواد استفاده می‌کند. این چکش‌ها مواد را با ضربه‌های مکرر به ذرات ریزتر تبدیل می‌کنند. آسیاب چکشی برای خرد کردن مواد سخت و شکننده مناسب است.

### آسیاب غلتکی
این نوع آسیاب از دو یا چند غلتک استفاده می‌کند که مواد را میان خود فشرده و خرد می‌کنند. آسیاب غلتکی برای تولید پودرهای ریز و یکنواخت کاربرد دارد و در صنایع غذایی مانند آسیاب کردن گندم و غلات بسیار مورد استفاده قرار می‌گیرد.

### آسیاب توپی (بال‌میل)
این نوع آسیاب از یک استوانه دوار پر از گلوله‌های فلزی یا سرامیکی استفاده می‌کند. مواد داخل استوانه به وسیله این گلوله‌ها خرد شده و به پودر تبدیل می‌شوند. این نوع آسیاب در صنایع معدنی و شیمیایی برای خرد کردن مواد سخت و تولید پودرهای بسیار ریز کاربرد دارد.

### آسیاب دیسکی
این آسیاب از دیسک‌های چرخان برای خرد کردن مواد استفاده می‌کند. مواد بین دو دیسک قرار گرفته و با چرخش آنها خرد می‌شوند. این نوع آسیاب برای مواد نرم و چسبنده مناسب است.

### آسیاب جت
در این نوع آسیاب، ذرات مواد با استفاده از جریان هوای پرفشار به یکدیگر برخورد کرده و خرد می‌شوند. این آسیاب برای تولید پودرهای بسیار ریز در صنایع دارویی و شیمیایی کاربرد دارد.

## کاربردها
- صنایع غذایی: برای آسیاب کردن گندم، جو، قهوه، و ادویه‌ها.
- صنایع دارویی: برای تولید پودرهای دارویی.
- صنایع شیمیایی: برای خرد کردن مواد شیمیایی و تولید پودرهای ریز.
- صنایع معدنی: برای خرد کردن سنگ‌ها و مواد معدنی به پودر.

دستگاه‌های آسیاب بسته به نوع و کاربردشان در اندازه‌ها و طراحی‌های مختلف تولید می‌شوند و انتخاب نوع مناسب آن‌ها بسته به نیاز خاص صنعت یا فرآیند تولید بسیار مهم است.